# Roy Myers
Roy Anthony Myers Francis (Limón, 1969. április 13. – ) Costa Rica-i válogatott labdarúgó és edző.

## Pályafutása

### Klubcsapatban
1987 és 1991 között a Limonense játékosa volt. 1991 és 1996 között a Deportivo Saprissa csapatában játszott, melynek tagjaként két bajnoki címet (1994, 1995) szerzett és két alkalommal (1993, 1995) megnyerte a CONCACAF-bajnokok kupáját. 1996 és 1997 között Mexikóban a Pachucában szerepelt. 1997-ben rövid ideig a kolumbiai Deportes Tolima labdarúgója volt, majd visszatért a Deportivo Saprissa együtteséhez, ahol 1998-ban és 1999-ben újabb bajnoki címeket szerzett. 1999-ben az Egyesült Államokba szerződött, ahol előbb a MetroStars, majd azt követően a Los Angeles Galaxy játékosa volt. 2000-ben hazatért a Saprissához. 2001-ben ismét a MetroStars csapatát erősítette. 2002 és 2004 között a Cartaginésben játszott.

### A válogatottban
1990 és 2000 között 45 alkalommal szerepelt az Costa Rica-i válogatottban és 2 gólt szerzett. Részt vett az 1990-es világbajnokságon, ahol a Brazília elleni csoportmérkőzésen csereként lépett pályára. Skócia, Svédország és Csehszlovákia ellen nem kapott lehetőséget. Tagja volt az 1991-es és az 1999-es UNCAF-nemzetek kupáján aranyérmet, illetve az 1993-as CONCACAF-aranykupán bronzérmet szerző válogatott keretének, valamint részt vett az 1995-ös UNCAF-nemzetek kupáján, az 1997-es Copa Américán és az 1998-as CONCACAF-aranykupán is.

## Sikerei, díjai
Deportivo Saprissa
- Costa Rica-i bajnok (2): 1993–94, 1994–95, 1997–98, 1998–99
- CONCACAF-bajnokok kupája (2): 1993, 1995

Costa Rica
- CONCACAF-aranykupa bronzérmes (1): 1993
- UNCAF-nemzetek kupája győztes (2): 1991, 1999